# Pompeo Compagnoni (giurista)
Pompeo Compagnoni (Macerata, 20 aprile 1602 – poco dopo l'8 aprile 1675) è stato un giurista e storico italiano.